# Iglesia de San Gevork de Kamoyants
La iglesia de San Gevork de Kamoyants (en armenio: Կամոյանց Սուրբ Գևորգ Եկեղեցի; en ruso: Церковь Камоянц Св. Геворг) fue una iglesia apostólica armenia en Vieja Tiflis, Georgia. Fue destruida en 1937-38 por orden de Lavrentiy Beria junto con otras 10 iglesias de Tiflis.

## Historia
La iglesia de San Gevork Kamoyants estaba situada frente a la actual estación de metro "Plaza de la Libertad", en el distrito de Gareubani, que en la literatura del siglo XIX se llamaba "Calos ubani" o "Tapitagh". La iglesia era bastante grande y estaba construida con una cúpula de ladrillo rojo. Según el registro armenio de las iglesias armenias de Tiflis, el lugar fue regalado por Bejan Bek y la iglesia fue construida por Gabriel Kamoyan. Más tarde fue renovada por Karapet Khotakovyants. Algunas fuentes históricas datan la construcción de la iglesia en 1727, mientras que en la literatura se menciona como construida en 1788.
El sacerdote Gabriel fue uno de los activistas del movimiento de liberación armenio dirigido por Hovsep Emin. Fue planeado para ser el mensajero de Hovsep Emin e Irakliy II. Un libro conmemorativo del catolicosado dice: "Fuera de la ciudad de Tiflis había una iglesia llamada Kamoyan, los sacerdotes y feligreses no podían rezar allí siempre por miedo a los lezgins impíos. entonces el sacerdote más alto de la iglesia Ter Gabriel planeó una nueva iglesia dentro de la ciudad". La nota es de 1765, por lo que la iglesia se construyó varias décadas antes de esa fecha. La iglesia recién construida ya estaba dentro de la ciudad.

## Destrucción
En 1937-38 la iglesia de San Gevork de Kamoyants fue destruida junto con otras 10 Iglesias armenias de Tiflis por orden de Lavrentiy Beria.